# 勒潘欧阿拉
勒潘欧阿拉（法語：Le Pin-au-Haras，法語發音：[lə pɛ̃ o aʁa] ⓘ）是法国奥恩省的一个市镇，位于该省东部，属于阿让唐区。2017年，勒潘欧阿拉附近的14个市镇合并为新市镇欧日地区古费恩，勒潘欧阿拉未并入该市镇，因而全境位于该市镇内。

## 地名
“勒潘欧阿拉”在法语中意为“种马场的松树”。

## 地理
勒潘欧阿拉（48°44'41"N, 0°8'31"E）面积8.66 平方千米，位于法国诺曼底大区奧恩省，该省份为法国西北部内陆省份，北起顺时针与卡爾瓦多斯省、厄尔省、厄尔-卢瓦省、萨尔特省、马耶讷省和芒什省接壤。
与勒潘欧阿拉接壤的市镇（或旧市镇、城区）包括：欧日地区古费恩。
勒潘欧阿拉的时区为UTC+01:00、UTC+02:00（夏令时）。

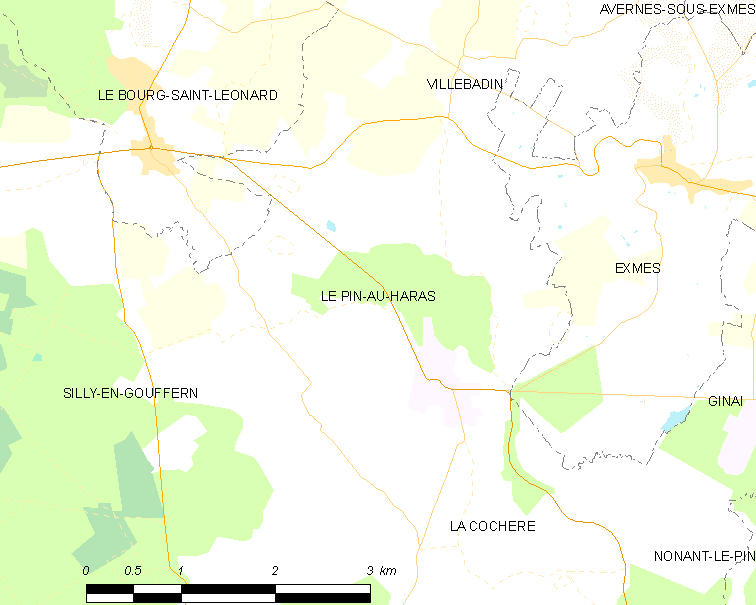
勒潘欧阿拉的OSM定位图

## 行政
勒潘欧阿拉的邮政编码为61310，INSEE市镇编码为61328。

## 政治
勒潘欧阿拉所属的省级选区为阿让唐第二县。

## 交通
奥恩省省道D14线、D729线和D926线经过境内。

## 人口

1962-2008年间勒潘欧阿拉人口变化图示

勒潘欧阿拉于2022年1月1日时的人口数量为253人。